# 仙台空港 - 福島 - 会津若松線
仙台空港 - 福島 - 会津若松線（せんだいくうこう - ふくしま - あいづわかまつせん）は、宮城県名取市の仙台空港から福島県相馬市・伊達市・福島市を経由して同県会津若松市を結ぶ高速バスである。

## 運行会社
- 福島交通（福島支社）
- 会津乗合自動車（若松営業所）

## 運行経路
※2018年12月1日時点。
仙台空港 - （仙台空港IC） - （仙台東部道路） - （常磐自動車道） - （相馬IC） - 相馬インター入口 - （相馬山上IC） - （東北中央自動車道） - （霊山IC） - 伊達の郷りょうぜん - 福島競馬場前 - 福島市役所前 - 福島上町 - 福島駅東口 - 福島県庁前（若松行のみ）/福島中町（福島・空港行のみ） -  福島運輸支局 - 福島西IC - （東北自動車道） - 二本松バスストップ - （郡山JCT） - （磐越自動車道） - （会津若松IC） - 会津アピオ入口 - 北柳原 - 若松駅前 - 神明通り - 鶴ヶ城・合同庁舎前 - 会津武家屋敷前 - 御宿東鳳＜冬季は会津武家屋敷前発着＞

## 運行回数
- 1日8往復（会津5、福交3）。
  - 仙台空港発着は会津乗合担当の3往復。
  - 御宿東鳳発着は福島交通担当の2往復と会津乗合担当の1往復。ただし、冬季は道路の勾配の関係で会津武家屋敷前発着に変更する。

## 運賃
片道運賃のほか、専用回数券および定期券（福島 - 会津若松間のみ）の設定がある。詳細は運行各社のサイトを参照のこと。

## 歴史
- 199X年 - 福島-会津若松線として1日4往復で運行開始。
- 199X年 - 1日6往復に増便。
- 2003年（平成15年）12月1日 - 福島市内のルートを変更。
  - 変更前：福島駅東口→福島県庁前（若松行）、中町→福島駅東口（福島行）
  - 変更後：福島競馬場前 - 市役所入口 - 舟場町 - 福島県庁前 - 福島駅東口 - 福島駅西口 - 八木田橋 - 八木田 - 福島運輸支局（ - 若松方面）
- 2004年（平成16年） - 1日8往復に増便。
- 2009年（平成21年）6月1日 - 福島市内のルートを変更。
- 2011年（平成23年）
  - 3月24日 - 同年3月11日に発生した東北地方太平洋沖地震の影響により運休していたが、この日より臨時ダイヤ（1日4往復）での運行を再開[1]。
  - 4月1日 - この日より「二本松バスストップ」に停車（乗降とも可能）[2]。
  - 4月28日 - この日より通常運行に戻る[3]。
- 2013年（平成25年）5月10日 - この日より福島交通担当便のみ会津若松側の始終点を「御宿東鳳」に変更（延伸）[4]。
- 2014年（平成26年）4月1日 - 運賃改定[5]。

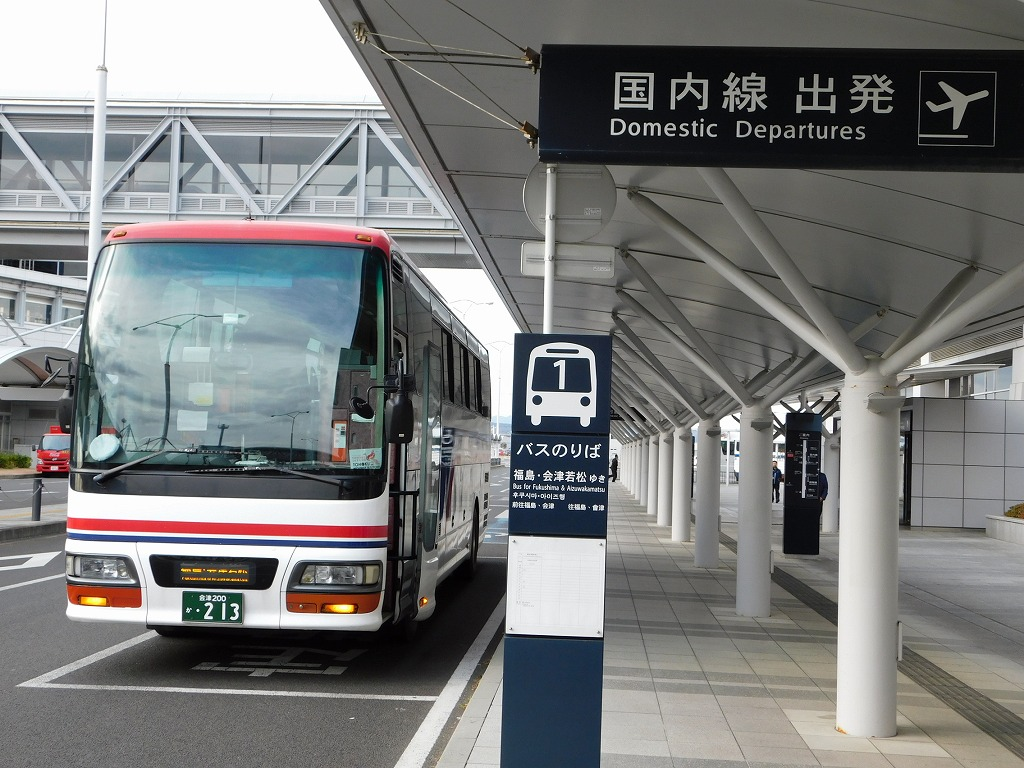
2016年11月14日から一部便が仙台空港に延伸された

- 2015年（平成27年）4月1日 - 「会津武家屋敷前」バス停を新設[6]。
- 2016年（平成28年）11月14日 - 会津乗合自動車担当便のうち3往復を仙台空港まで延伸[7][8][9]。
- 2017年（平成29年）6月1日 - ダイヤ改正[10][11]。
- 2018年（平成30年）12月1日 - 仙台空港線の経路を仙台南部道路・東北自動車道経由から、常磐自動車道・東北中央自動車道（相馬）経由に変更。相馬インター入口、伊達の郷りょうぜんのバス停を新設[12]。天王下、福島高速バスターミナル の各バス停を廃止[13]。
- 2019年（平成31年）4月1日 - 運賃改定[14][15]。
- 2020年（令和2年）
  - 4月11日 - 新型コロナウイルスの影響により、この日より当面の間、福島競馬場前 - 仙台国際空港間を運休[16]。
  - 4月29日 - この日より土日祝日のみ福島 - 会津若松間で一部便（3往復）を運休[17]。

## 利用状況
| 年度               | 運行日数 | 運行便数 | 年間輸送人員 | 1日平均人員 | 1便平均人員 |
| 2002（平成14）年度 | 364      | 4,391    | 82,751       | 227.3       | 18.8        |
| 2003（平成15）年度 | 366      | 4,414    | 83,572       | 228.3       | 18.9        |
| 2004（平成16）年度 | 365      | 5,785    | 93,371       | 255.8       | 16.1        |
| 2005（平成17）年度 | 365      | 5,791    | 97,151       | 266.2       | 16.8        |
| 2006（平成18）年度 | 365      | 5,791    | 97,009       | 265.8       | 16.8        |
| 2007（平成19）年度 | 365      | 5,841    | 98,603       | 270.1       | 16.9        |